# Lattice
Il lattice o latex o latice (dal latino latex = liquido, greco antico: Λάταξ = resto del vino, che si lanciava nel gioco del kottabos) è un'emulsione vegetale di aspetto lattiginoso e consistenza densa e collosa, generalmente di colore bianco, raramente giallo, arancio o rossastro, che si trova in determinate cellule (i laticiferi) di numerose piante superiori (euforbiacee, papaveracee, moracee, sapotacee, composite asteracee, ecc.) e nei funghi dei generi Lactarius e Lactifluus, oltre che nel Multifurca furcata. Il più famoso lattice naturale è il caucciù, la gomma naturale ricavata dall'albero tropicale hevea brasiliensis.  
La dizione "schiuma di lattice" è, invece, utilizzata soprattutto con finalità tecniche e spesso utilizzata dagli addetti ai lavori; i materassi, per esempio, si creano con la schiuma di lattice che è il composto primario (miscela di lattice e aria) per cui è possibile procedere alle fasi della vulcanizzazione per raggiungere il prodotto finito, che in genere viene indicato, in modo improprio, come "materasso in lattice". I regolamenti comunitari europei in merito fanno riferimento, effettivamente, alla sola "schiuma di lattice" per indicare la totalità dei materassi in lattice e quindi non vi è alcuna differenza nell'impiego dei termini tra "lattice" e "schiuma di lattice".

## Composizione chimica
Il lattice è un'emulsione complessa di caucciù in acqua. Vi si possono trovare, inoltre, alcaloidi, proteine, cellule, enzimi, idrocarburi e altre sostanze a seconda della specie o dell'individuo vegetale che lo secerne.
Le migliori e più pregiate qualità di lattice naturale si estraggono dall'Hevea brasiliensis nelle foreste tropicali asiatiche, Malaysia e Sri Lanka in particolare. Qualità di lattice naturale leggermente inferiori si estraggono anche dall'Hevea guianensis, dall'Hevea benthamiana e da altri alberi che producono lattice.
La gomma isolata dal lattice è naturalmente elastica. Fondamentale caratteristica è la naturale capacità di riprendere la forma originale dopo essere stata sottoposta a compressione o allungamento. Dopo aver subito il processo di vulcanizzazione, assume caratteristiche che ne hanno favorito l'impiego in numerosi prodotti dove viene sfruttata la sua elasticità.

## Utilizzo industriale
Il lattice ha oggi trovato larga applicazione industriale. La maggior parte del lattice estratto dalle piante viene trasformato in gomma naturale.
L'utilizzo di lattice, da parte dell'industria trasformatrice, è però in continua crescita. In questo caso, il lattice viene utilizzato in combinazione con altri ingredienti per la fabbricazione di prodotti di uso comune, come articoli igienico-sanitari (preservativi, guanti sterilizzati), materassi, giocattoli, rivestimenti, imbottiture, pneumatici, guarnizioni, tappeti, ecc.

## Usi
- Il lattice delle piante officinali, come quello del papavero da oppio (le cui proprietà psicolettiche sono sfruttate anche per uso ricreativo), viene estratto per scopi medicinali. Dove possibile si cerca di produrre per sintesi artificiale gli stessi principi attivi contenuti nello specifico lattice di interesse, ma in erboristeria, o in altri settori dove la coltivazione è gestita come attività produttiva, si utilizza ancora l'estratto della pianta. Ad esempio, il lattice della Celidonia o del fico si usa fresco, applicato direttamente su porri e verruche.
- Il lattice di Hevea brasiliensis, dopo aver subito il processo di vulcanizzazione e trasformato in lastre, viene utilizzato per l'imbottitura di materassi con elevate proprietà di elasticità, durevolezza e resistenza. Le microcellette,essendo tra loro comunicanti, permettono una parziale autoventilazione. Possiede un'attività battericida e germicida.[4]
- Viene usato per la creazione di capi di abbigliamento, originariamente legati alla cultura BDSM, ma in seguito diffusi anche nell'abbigliamento di massa.

## Reazioni allergiche
Il Lattice per l'impiego in materassi e guanciali è prodotto da più di 40 anni. Nel corso del normale uso quotidiano di materassi e guanciali realizzati con questo materiale, non sono mai stati segnalati casi di danni alla salute o effetti collaterali tipo allergie.
In alcuni soggetti predisposti (ad esempio nel caso di persone colpite da una rara patologia, il mielomeningocele – comunemente chiamata spina bifida) si possono avere casi di allergia al lattice dovuti a ipersensibilità specifica all'albumina presente nel lattice naturale. Tale ipersensibilità accompagna il 64% di questi pazienti ed è responsabile del 70% degli shock anafilattici che possono verificarsi.
Secondo studi condotti dai medici allergologhi dell'Ospedale Regina Margherita di Torino, il 2,5% della popolazione può essere allergica al lattice di gomma. Ciò, comunque, si può manifestare solo attraverso il contatto diretto con la pelle come per esempio, nel caso dei cerotti, delle solette interne di alcuni tipi di calzature sportive o di guanti in lattice di gomma. Definire, però, i materassi in lattice come antiallergici sarebbe improprio dato che essi contengono un indubbio allergene come l'albumina la quale non può, però, causare allergie in quanto la lastra interna non può venire a contatto diretto con la pelle a causa del rivestimento del materasso.
Da uno studio approfondito eseguito per ILÀUSETEX (marzo 1991) risulta inoltre che la sensibilizzazione nei confronti del lattice, vale a dire lo svilupparsi e lo scatenarsi di manifestazioni allergiche, presuppone il contatto diretto della pelle con materiali in lattice in soggetti che presentano accentuata predisposizione. Nei casi finora riscontrati la sensibilizzazione si è verificata solo in ambito ospedaliero dove gli operatori sanitari usano abbondantemente, regolarmente e frequentemente in sala operatoria guanti e altri strumenti in lattice a diretto contatto con la pelle.
Il capitolo sicuramente più interessante da osservare è, piuttosto, quello relativo alle comunissime allergie in ambiente domestico dovute agli acari della polvere, in quanto interessano un gran numero di persone. Infatti, si calcola che in Europa 1 persona su 7 sia allergica alla polvere e di questi 1 su 4 sia allergica agli acari: quindi questo problema investe quasi il 4% della popolazione europea.
I materassi ed i guanciali in lattice sono particolarmente indicati per tutti i soggetti allergici agli acari. Infatti, grazie alle elevate e intrinseche proprietà di aerazione del lattice, questi prodotti non presentano eccessiva umidità in quanto viene velocemente smaltita e, pertanto, non esistono le condizioni favorevoli per l'insediamento degli acari. Recenti studi effettuati in U.S.A. hanno dimostrato che i prodotti in lattice sono 3 volte più resistenti all'insediamento degli acari rispetto ad altri materiali comunemente utilizzati.
Secondo uno studio del Rubber Research Institute of Malaysia, il lattice ha potere battericida da imputare, però, solamente ai prodotti chimici aggiunti. Si può, in ogni caso, asserire che il lattice non costituisce un habitat favorevole allo sviluppo e alla riproduzione di stafilococchi (o altri batteri), funghi, muffe, ecc.
Tutti i test fino ad oggi eseguiti, compresi quelli effettuati dal Comitato difesa consumatori tedesco denominati Stiftung Warentest, provano che il lattice (o, se si preferisce la dizione, la "schiuma di lattice") non produce emissioni dannose alla salute.